# NK Marsonia 1909 Slavonski Brod
NK Marsonia 1909 je nogometni klub iz Slavonskog Broda. NK Marsonia 1909 je nastala spajanjem klubova MV Croatia i NK Marsonia 2011. godine.

## Povijest
Osnovan je 1909. godine pod imenom Marsonia.
1. kolovoza 2011., vodstva klubova MV Croatia i Marsonia dogovoravaju udruženje, tako da MV Croatia preuzme
Marsonijine boje i obilježlja, te pod imenom Marsonia 1909 nađe potporu navijača. Marsonia 1909 se natjecala u 3. HNL – Istok u sezoni 2012./13., te je na kraju iste sezone ispala u niži rang natjecanja.